# Yulduz Rajabova
Yulduz Rajabova (* 23. Dezember 1989 in Navoiy) ist eine usbekische Schauspielerin.

## Leben und Karriere
Rajabova wurde am 23. Dezember 1989 in Navoiy geboren. Sie studierte an der Oʻzbekiston Davlat Sanʼat va Madaniyat Oliygohi. Ihr Debüt gab sie 2013 in dem Kurzfilm Khazan. Außerdem spielte sie in Oyqiz ertagi mit. 2018 trat sie in Maqsad auf. Anschließend bekam sie 2021 in der Fernsehserie Mendirman Jaloliddin die Hauptrolle. Unter anderem wurde sie für den Film Faridaning ikki ming qoʻshigʻi gecastet, welches ein Oscar erhielt.

## Filmografie (Auswahl)
- 2013: Khazon
- 2016: Virus
- 2016: Boyvachcha kuyov
- 2016: Oyqiz ertagi
- 2017: Hamroh
- 2018: Maqsad
- 2020: Faridaning ikki ming qoʻshigʻi
- seit 2021: Mendirman Jaloliddin
- 2022: Pozyvnoy Baron
- 2022: Alteration